# Puškovac
Puškovac (cyr. Пушковац) – wieś w Bośni i Hercegowinie, w Republice Serbskiej, w gminie Lopare. W 2013 roku liczyła 498 mieszkańców.